# آنتون منگر
آنتون منگر (انگلیسی: Anton Menger; ۱۲ سپتامبر ۱۸۴۱ – ۶ فوریهٔ ۱۹۰۶) حقوقدان، استاد و نظریه‌پرداز اجتماعی اتریش اهل اتریش-مجارستان بود.
وی در کنار کارهای دانشگاهی خود یک نویسنده پر آوازه سوسیالیست بود. آنتون برادر کارل منگر اقتصاددان و بنیانگذار مکتب اقتصادی اتریش بود.